# Айл-оф-Гоуп (Джорджія)
Айл-оф-Гоуп (англ. Isle of Hope) — переписна місцевість (CDP) в США, в окрузі Четем штату Джорджія. Населення — 2357 осіб (2020).

## Географія
Айл-оф-Гоуп розташований за координатами 31°59′9″ пн. ш. 81°3′9″ зх. д. / 31.98583° пн. ш. 81.05250° зх. д. (31.985910, -81.052477).  За даними Бюро перепису населення США в 2010 році переписна місцевість мала площу 5,90 км², з яких 4,69 км² — суходіл та 1,22 км² — водойми.

## Демографія
Згідно з переписом 2010 року, у переписній місцевості мешкали 2402 особи в 979 домогосподарствах у складі 731 родини. Густота населення становила 407 осіб/км².  Було 1061 помешкання (180/км²).
Расовий склад населення:
| - 96,5 % — білих - 1,5 % — чорних або афроамериканців - 1,2 % — азіатів |

До двох чи більше рас належало 0,7 %. Частка іспаномовних становила 1,3 % від усіх жителів.
За віковим діапазоном населення розподілялося таким чином: 20,3 % — особи молодші 18 років, 60,5 % — особи у віці 18—64 років, 19,2 % — особи у віці 65 років та старші. Медіана віку мешканця становила 48,1 року. На 100 осіб жіночої статі у переписній місцевості припадало 88,7 чоловіків;  на 100 жінок у віці від 18 років та старших — 85,2 чоловіків також старших 18 років.
Середній дохід на одне домашнє господарство  становив 104 178 доларів США (медіана — 78 510), а середній дохід на одну сім'ю — 131 714 долари (медіана — 103 485). За межею бідності перебувало 3,6 % осіб, у тому числі 3,4 % дітей у віці до 18 років та 5,9 % осіб у віці 65 років та старших.
Цивільне працевлаштоване населення становило 1260 осіб. Основні галузі зайнятості: освіта, охорона здоров'я та соціальна допомога — 23,5 %, роздрібна торгівля — 11,8 %, фінанси, страхування та нерухомість — 10,1 %, будівництво — 8,5 %.